# Thomas Baumgartner
Thomas Baumgartner (Monaco di Baviera, 15 luglio 1892 – Kreuth, 27 maggio 1962) è stato un pittore tedesco.
Il 21 gennaio 1913 alla Großen Internationalen Ausstellung tenuta al Glaspalast di Monaco vince la medaglia d'oro per il suo ritratto del generale von Keller.